# Sabine (lago)
Il Sabine è un lago che bagna le coste del golfo del Texas e della Louisiana, situato a circa a 140 km ad est di Houston e 260 km ad ovest di Baton Rouge, vicino alla città di Port Arthur. Il lago ha origine dall'unione dei fiumi Neches e Sabine e sfocia nel golfo del Messico tramite il Sabine Pass. Compone una parte del confine tra il Texas e la Louisiana, dal momento che si trova tra le contee di Jefferson e Orange in Texas e la parrocchia di Cameron in Louisiana.
Il lago Sabine è uno dei sette principali estuari lungo la costa del golfo del Texas. Gran parte della costa della Louisiana è protetta dal Sabine National Wildlife Refuge. C'è una lunga storia di insediamenti umani intorno al lago, i nativi americani ivi abitavano già almeno 1.500 anni fa, in seguito si è avuto l'esplorazione europea nel XVIII secolo e infine la crescita di Port Arthur nel XX secolo. Oggi il lago fa parte della Sabine-Neches Waterway e della Gulf Intracoastal Waterway ed è un centro per le industrie navali e petrolchimiche.